# Aphanistes taiwanensis
Aphanistes taiwanensis là một loài tò vò trong họ Ichneumonidae.